# Druciatus nigritarsus
Druciatus nigritarsus är en tvåvingeart som beskrevs av Marshall 1995. Druciatus nigritarsus ingår i släktet Druciatus och familjen hoppflugor. Inga underarter finns listade i Catalogue of Life.